# جیمی بافت
جیمی بافت (به انگلیسی: Jimmy Buffet) (۲۵ دسامبر ۱۹۴۶ – ۱ سپتامبر ۲۰۲۳) خوانندهٔ سبک کانتری آمریکایی بود. او خوانندگی را از دههٔ ۶۰ آغاز کرد. سبک وی شامل کانتری راک، کانتمپروری راک و سافت راک بود. او همچنین در فیلم کنگو بازی کرد.

## آغاز
او در می‌سی‌سی‌پی به دنیا آمد و در آلاباما بزرگ شد. سال‌های پایانی دههٔ ۶۰ برای خواندن موسیقی کانتری به ناشویل رفت. بعد از بستن قرارداد با لیبل بارنابی، در سال ۱۹۷۰ آلبوم رو به زمین را منتشر کرد. (بارنابی آلبوم دوم او را گم کرد، با وجود اینکه بعد از رسیدن وی به شهرت آلبوم را پیدا و منتشر کردند. بعد از انتشار آلبوم اول به کی وست، فلوریدا رفت و در آن‌جا شروع به خواندن در سبک استوایی و راک مردمی کرد، که همین باعث جذب میلیون‌ها نفر به موسیقی وی شد.
بعد از بستن قرارداد با ای‌بی‌سی-دونهیل (بعدها با ام‌سی‌ای ادغام شد)، بافت به میزانی شهرت دست یافت، ولی این اتفاق با انتشار آلبوم دوم وی (کت سفید ورزشی و خرچنگ صورتی) همزمان نبود. روی این آلبوم ترانهٔ چرا ما مست نمی‌شویم برای اولین بار قرار گرفت. بافت با ترانهٔ دوشنبه بیا بود، که برای اولین بار به جدول پرفروش‌ترین ترانه‌ها راه یافت. ترانهٔ مارگریتاویل اولین ترانهٔ وی بود که در بین ۱۰ ترانهٔ برتر قرار گرفت. این ترانه در عین حال در آلبوم تغییر ارتفاع و عرض جغرافیایی نیز منتشر شد. با این ترانه او در سال ۱۹۷۷ مدتی به یک خوانندهٔ پاپ تبدیل شد.
در دههٔ ۸۰ آلبوم‌های سالیانهٔ وی موفقیت چندانی ازآن وی نکردند. از این دوباره به خواندن کانتری روی آورد. در اواسط دههٔ ۸۰ تورهای تابستانهٔ وی بود که پول زیادی برای او به ارمغان آورد. او در همین زمان بود که اولین خط تولید لباس مارگاریتاویل و باشگاه مارگاریتاویل را راه‌اندازی کرد. او در این دوره به نویسندگی هم پرداخت که وی را در لیست نویسندگان با رمان‌های پرفروش قرار داد.
در دههٔ ۹۰ و ۲۰۰۰ تعدادی از آلبوم‌های وی به تعداد بیش از ۱ میلیون به فروش رفتند. او در این دورهٔ زمانی تعداد از ترانه‌های خود را به صورت مجموعه یا اجرای زنده منتشر کرد.

## جوایز
او در جدول تک‌آهنگ‌ها توانسته تا رتبه ۱ با ترانهٔ مارگریتاویل بالا رود. در عین حال در سال‌های اخیر با آهنگ ای خوشگله در جدول ترانه‌های کاونتری سال ۲۰۰۴ رتبه ۸ را به دست آورد.